# 전곡초등학교
전곡초등학교는 대한민국 경기도 연천군 전곡읍 전곡리에 있는 공립 초등학교이다.

## 학교 연혁
- 1923년 3월 4일 전곡공립보통학교(4년제) 개교
- 1938년 4월 1일 전곡공립심상소학교 개칭
- 1941년 4월 1일 전곡공립국민학교 개칭
- 1954년 11월 18일 수복 개교
- 1991년 2월 28일 양원분교장 폐교 본교 병합
- 1993년 6월 30일 테니스장 1면 설치
- 1996년 3월 1일 전곡초등학교로 개칭
- 1998년 7월 1일 급식소 및 다목적 체육관 신축
- 2002년 2월 10일 별관 교실 2층 10교실 증축
- 2004년 4월 20일 테니스장 전면 개 보수작업 2면 개장
- 2004년 6월 20일 학교숲 가꾸기 사업 추진 (도 지원금 1억원)
- 2016년 9월 1일 제25대 오범교 교장 취임
- 2018년 2월 28일 적동분교장 폐교
- 2020년 1월 10일 제66회 졸업식(총 17611명)
- 2020년 3월 1일 38학급 편성(본교 35학급, 특수 3학급)

## 학교 상징
- 교화 - 장미 : 순수하고 우아하며 가식이나 거짓이 없음.
- 교목 - 소나무 : 어떤 환경에도 항상 푸르고 꿋꿋하게 자람.

## 참고 자료
- 전곡초등학교 - 한국교육학술정보원 학교알리미